# Undorozaur
Undorozaur (Undorosaurus) – rodzaj ichtiozaura z rodziny oftalmozaurów (Ophthalmosauridae). Został opisany w 1999 roku przez Jefimowa w oparciu o skamieniałości pochodzące z górnojurajskich osadów w europejskiej części Rosji. Jefimow początkowo zaklasyfikował undorozaura do monotypowej rodziny Undorosauridae. W 2000 roku Maisch i Matzke uznali Undorosaurus za młodszy synonim rodzaju Ophthalmosaurus, jednak nie w pełni zrośnięte kości kulszowa i łonowa oraz silne, niezredukowane uzębienie odróżniają go od oftalmozaura, dlatego w 2010 roku Maisch wstępnie uznał Undorosaurus za osobny rodzaj.
Undorosaurus mierzył prawdopodobnie 3,5 – 6 m długości.